# یاهمیر هیکا
یاهمیر هیکا (آلبانیایی: Jahmir Hyka؛ زادهٔ ۸ مارس ۱۹۸۸) بازیکن فوتبال اهل آلبانی است.
از باشگاه‌هایی که در آن بازی کرده‌است می‌توان به باشگاه فوتبال ماینتس ۰۵، باشگاه فوتبال دینامو تیرانا، باشگاه فوتبال لوتسرن، باشگاه فوتبال پانیونیوس، باشگاه فوتبال روزنبورگ، باشگاه فوتبال تیرانا، و باشگاه فوتبال المپیاکوس اشاره کرد.
وی همچنین در تیم‌های ملی فوتبال زیر ۲۱ سال آلبانی، و آلبانی بازی کرده‌است.